# Manto (moluscos)

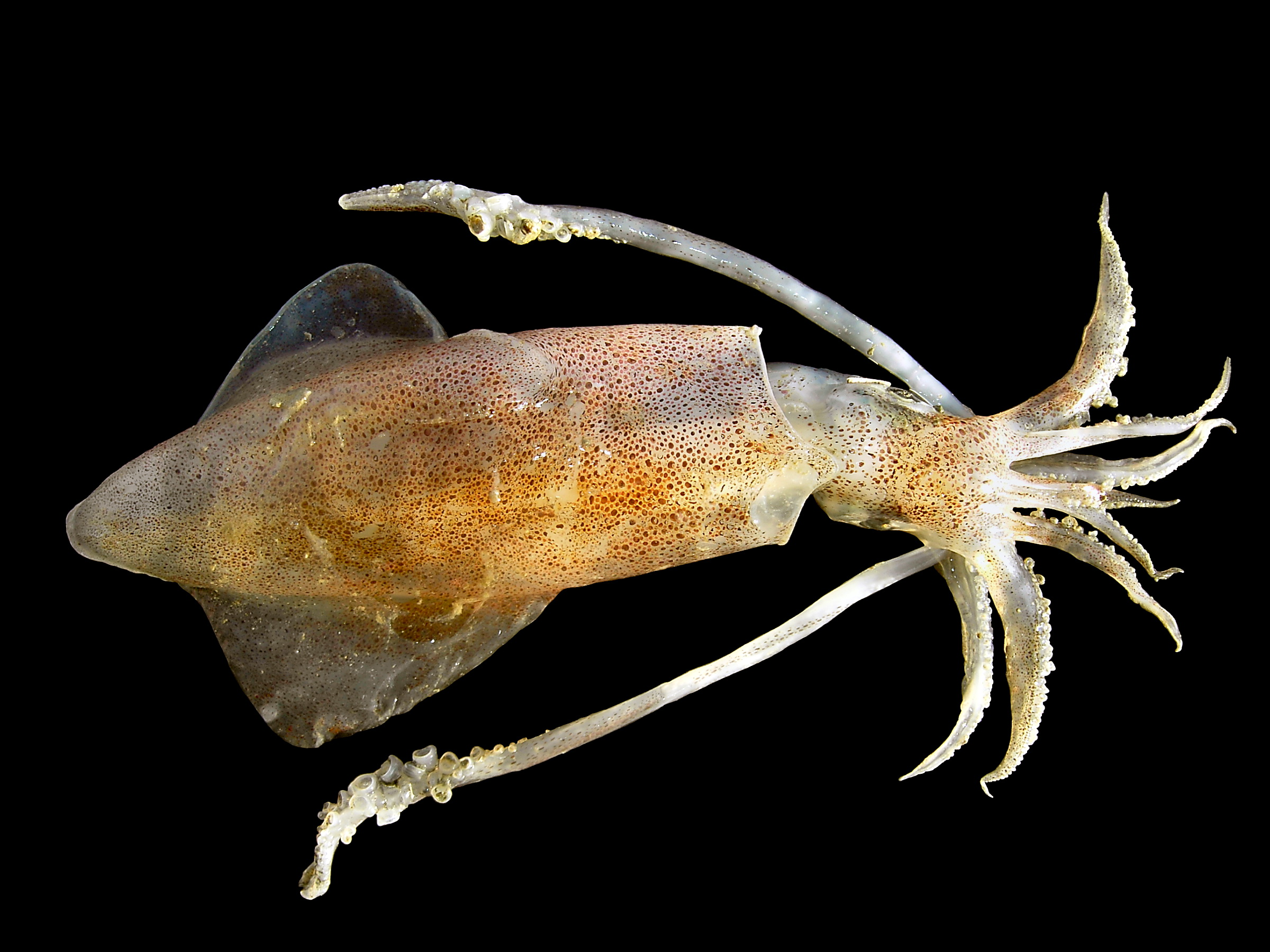
Calamar (Loligo vulgaris). El manto es todo lo visible tras la cabeza: la pared corporal externa y las aletas son parte del manto.

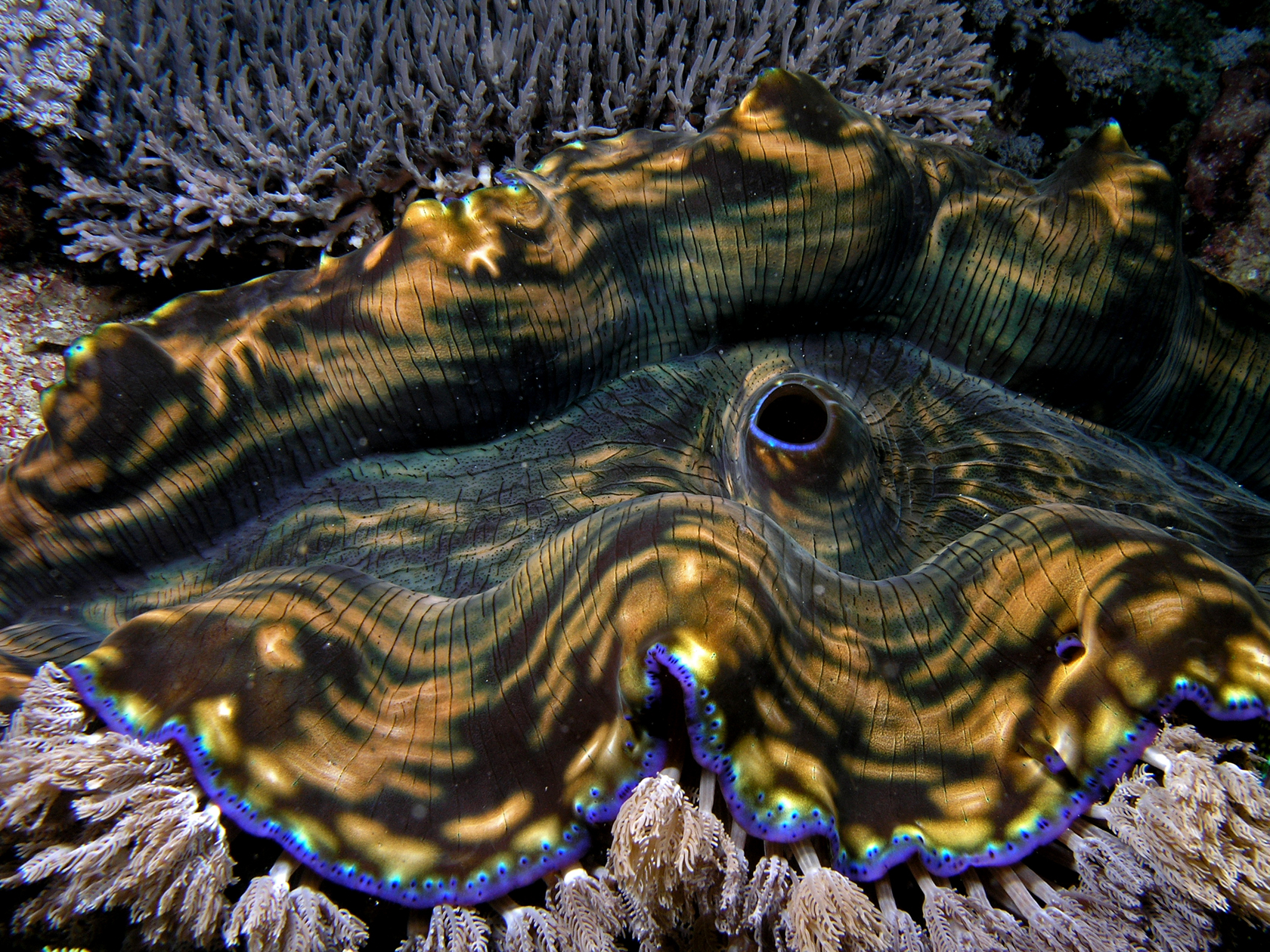
El brillante colorido del manto de la almeja gigante Tridacna gigas la protege de la luz solar.

El manto o pallium es una de las partes de la anatomía de los moluscos; es la parte dorsal de la pared del cuerpo que cubre la masa visceral. Es un órgano de origen ectodérmico cuyas células epiteliales secretan carbonato cálcico y conquiolina que originan espículas epidérmicas, placas o la concha.

## Características
El manto tiene, con frecuencia, el aspecto de una capa, ya que, en muchos grupos de moluscos, se extiende más allá del cuerpo formando una estructura de doble pared en forma de solapa que se han adaptado a usos muy diferentes, como por ejemplo, función de sifón.
El manto es un órgano musculoso. En los cefalópodos la contracción del manto es la fuerza del agua a salir a través del sifón, lo que impulsa al animal que se desplaza así con gran rapidez. En otros moluscos se usa para la locomoción, como una especie de pie.
La mayoría de los moluscos poseen una cavidad en el manto, situada primariamente en posición posterior, llamada cavidad del manto o cavidad paleal donde se alojan las branquias (ctenidios) y los osfradios, y donde desembocan el ano, los nefroporos y los gonoporos.
En los gasterópodos, el manto y la masa visceral sufre una torsión de 90° a 180° de modo que la cavidad del manto se sitúa en posición lateral o anterior. El manto está total o parcialmente escondido en el interior de la concha; en las especies con la concha reducida el manto es más visible; en las babosas, que carecen de concha, el manto es totalmente visible.

## Formación de la concha
El manto forma la concha de los moluscos y hace que crezca en tamaño y grosor durante el desarrollo del animal. El material para formar la concha (carbonato cálcico y conquiolina) es secretado por las células epiteliales del manto.

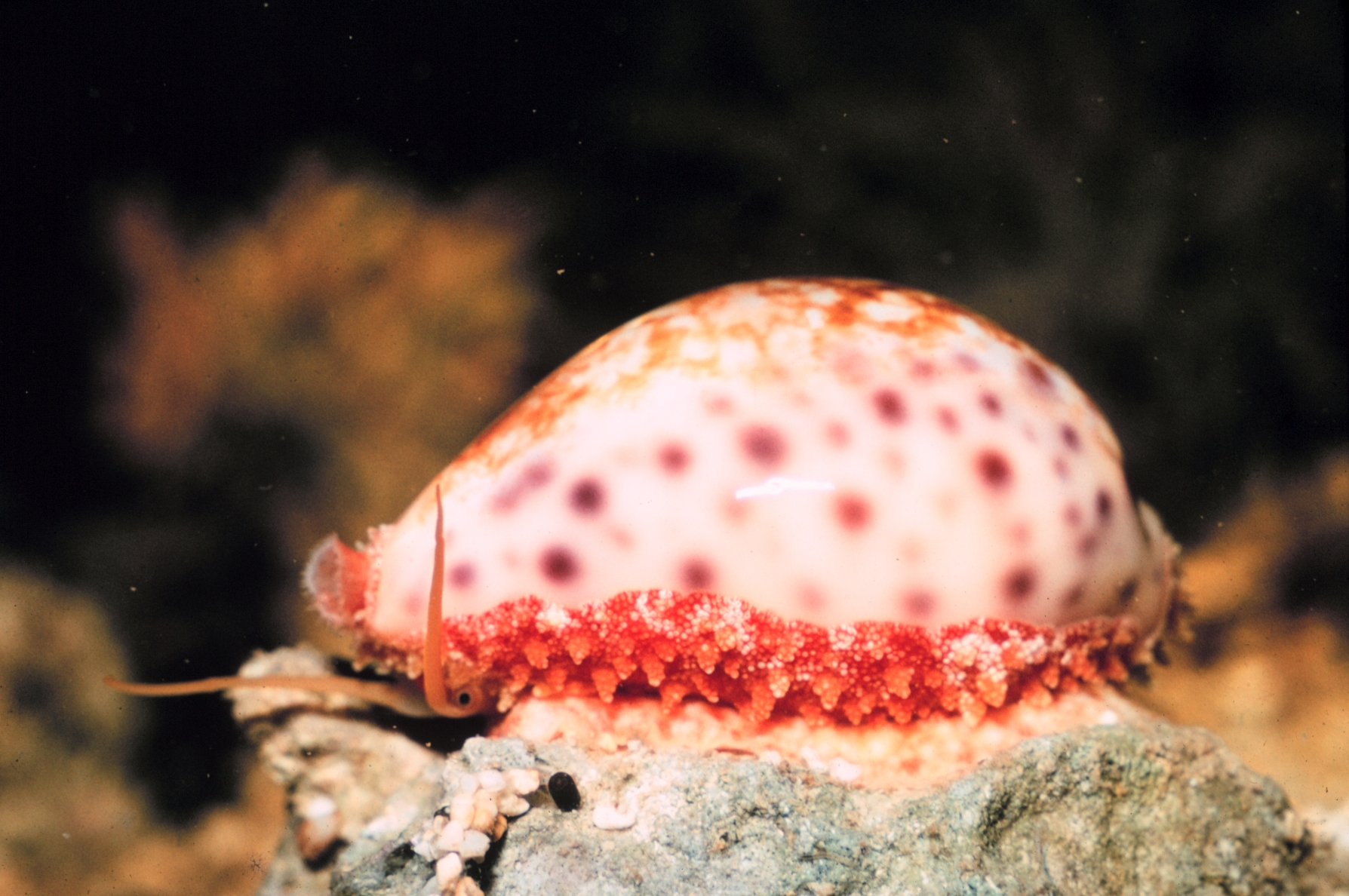
El gasterópodo marino Cypraea chinensis con el manto parcialmente extendido.
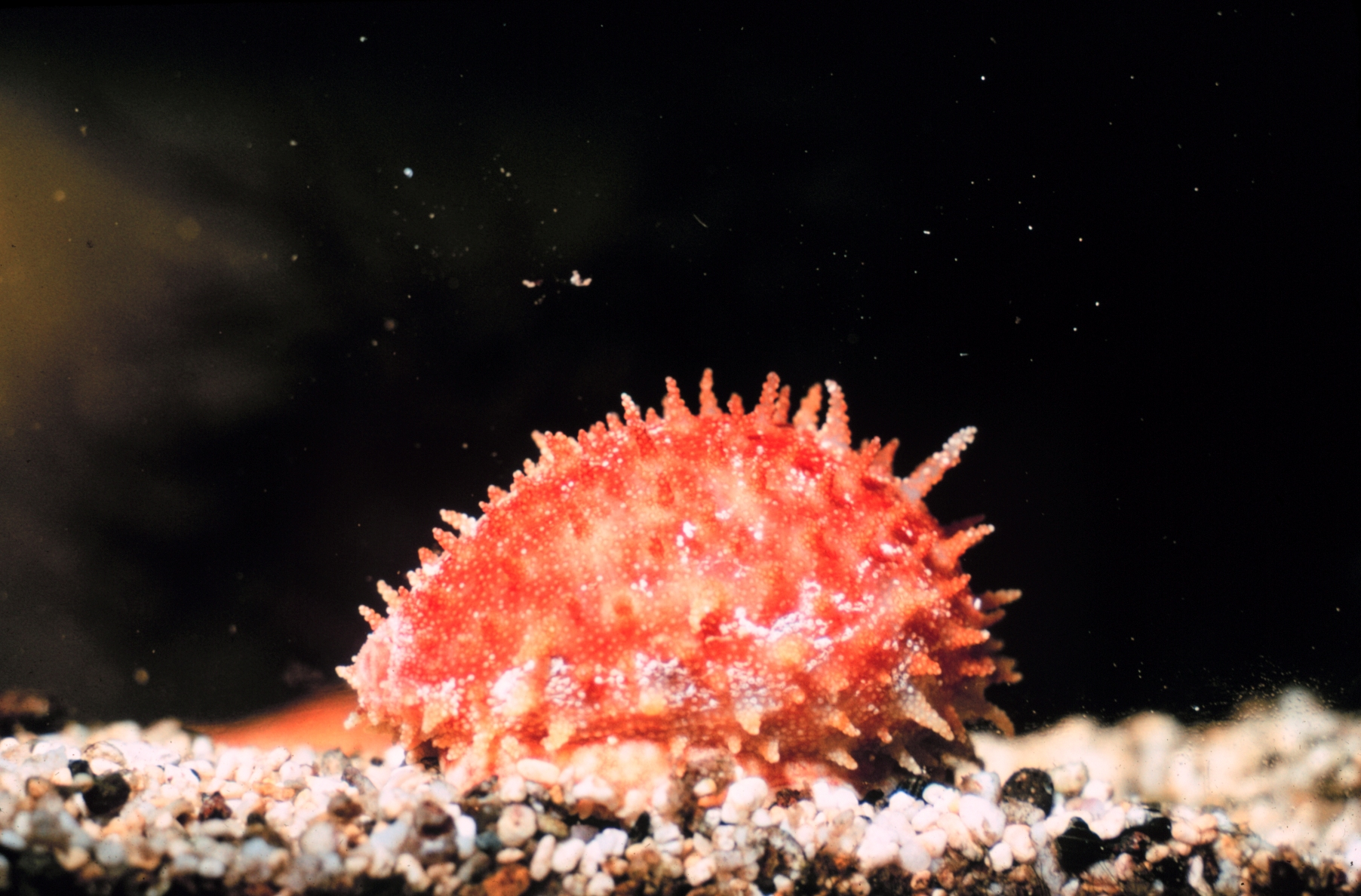
Cypraea chinensis con el manto totalmente extendido.
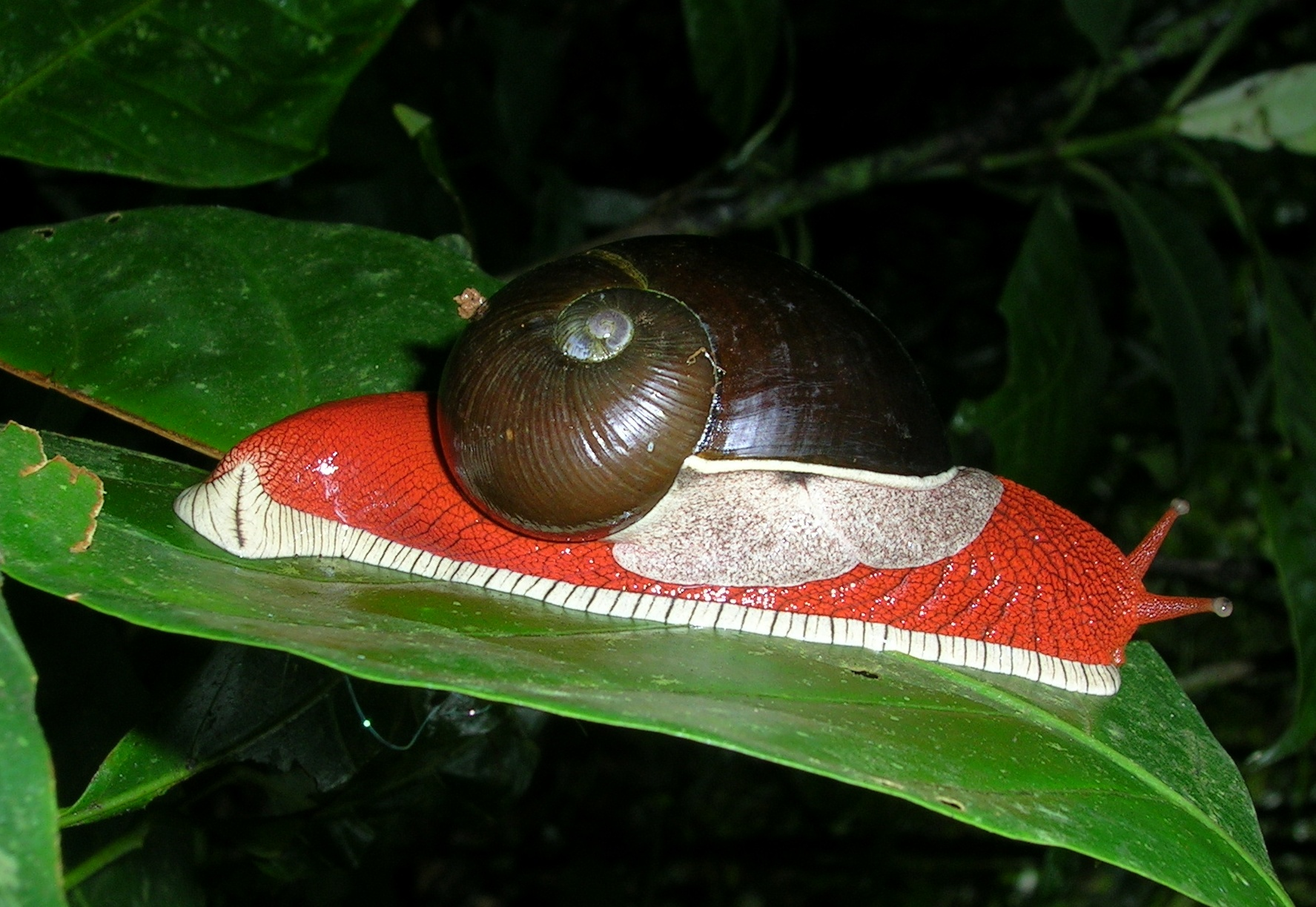
El manto de Indrella ampulla es blanco y parcialmente visible bajo la concha. El resto del cuerpo es rojo, con la suela del pie blanca.
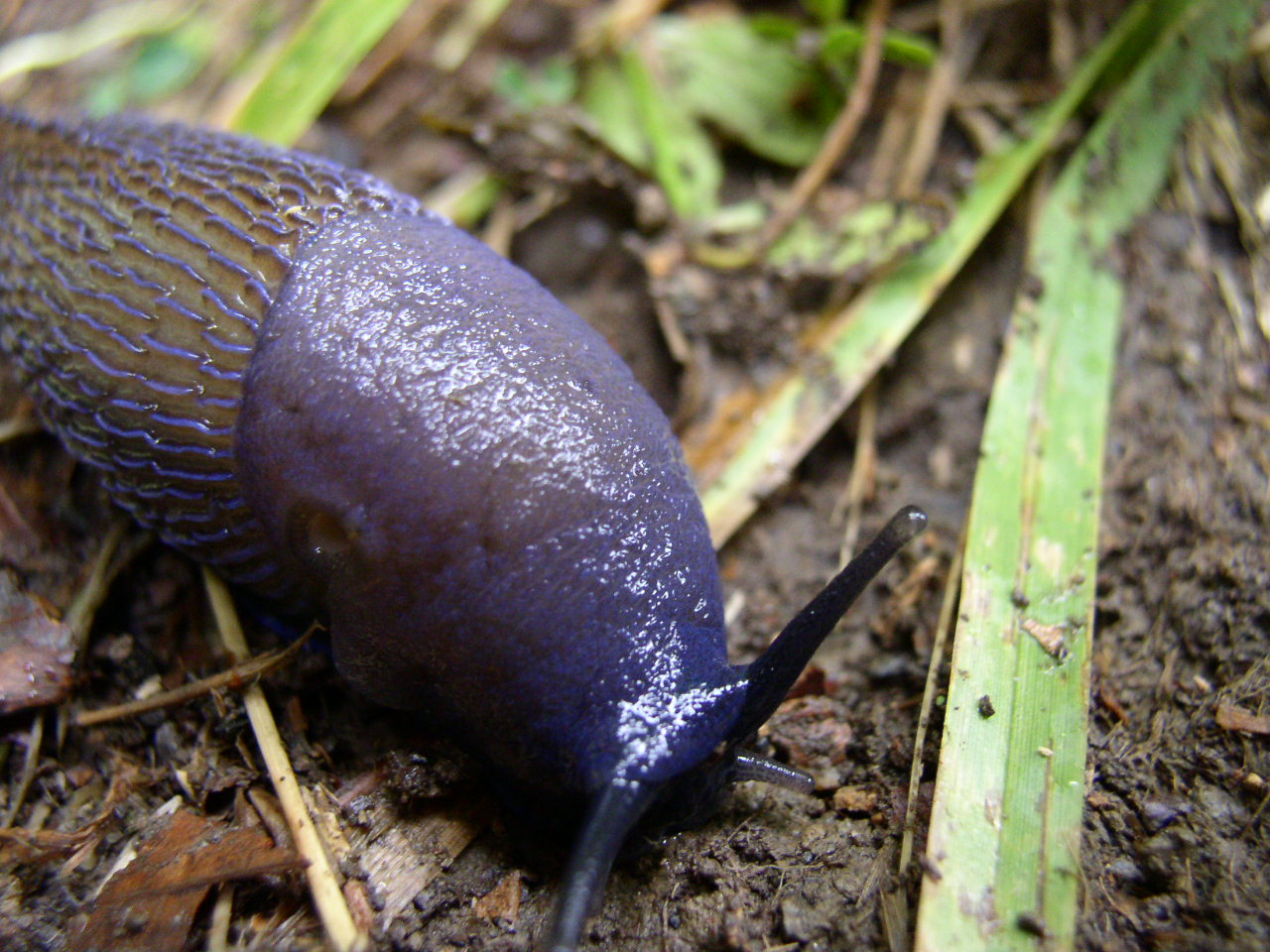
El manto y la cabeza de esta babosa (Bielzia coerulans) son lisos, mientras que el resto del cuerpo es tuberculado.